# Le Laitier de Brooklyn
Pour plus de détails, voir Fiche technique et Distribution.
Le Laitier de Brooklyn (The Kid from Brooklyn) est un film américain de Norman Z. McLeod sorti en 1946.

## Synopsis
Burleigh Sullivan, un jeune homme timide, aperçoit un champion de boxe ivre (Speed McFarlane) molestant sa sœur. Burleigh met le boxeur K.O. par inadvertance. Les journaux s'emparent de l'affaire et Burleigh est pris en charge par un manager de boxe véreux. Il remporte alors plusieurs combats sans savoir que ceux-ci sont truqués. Se croyant un véritable champion de boxe, Burleigh ne prend pas la victoire avec modestie ce qui met à mal ses relations avec son amie, la chanteuse Polly Pringle.

## Fiche technique
- Titre : Le Laitier de Brooklyn
- Titre original : The Kid from Brooklyn
- Réalisation : Norman Z. McLeod
- Scénario : Frank Butler, Richard Connell et Grover Jones d'après la pièce The Milky Way de Harry Clork et Lynn Root
- Adaptation : Don Hartman et Melville Shavelson
- Photographie : Gregg Toland
- Montage : Daniel Mandell
- Musique : Carmen Dragon et Louis Forbes
- Arrangements vocaux : Kay Thompson
- Chorégraphie : Bernard Pearce
- Direction artistique : Stewart Chaney et Perry Ferguson
- Costumes : Miles White et Jean Louis
- Producteur : Samuel Goldwyn
- Sociétés de production : Samuel Goldwyn Productions, Trinity Productions
- Société de distribution : RKO Pictures
- Pays d'origine :  États-Unis
- Genre : Comédie
- Format : Couleur (Technicolor) - Son : Mono (Western Electric Recording)
- Durée : 113 minutes
- Date de sortie :
  - États-Unis : 21 mars 1946
- Affiche : Bernard Lancy (France)

## Distribution
- Danny Kaye (VF : Maurice Nasil) : Burleigh Hubert Sullivan
- Virginia Mayo : Polly Pringle
- Vera-Ellen : Susie Sullivan
- Steve Cochran (VF : Raymond Loyer) : Speed McFarlane (VF : Rapide McFarlane)
- Eve Arden : Ann Westley
- Walter Abel (VF : Gérard Ferrat) : Gabby Sloan (VF : Gabby Slogan)
- Lionel Stander (VF : Fernand Rauzena) : Spider Schultz
- Fay Bainter : Mme E. Winthrop LeMoyne
- Clarence Kolb (VF : Jean Lemarguy) : Wilbur Austin
- Victor Cutler : photographe
- Charles Cane : Willard - reporter
- Jerome Cowan : annonceur
- Don Wilson : annonceur radio
- Knox Manning : annonceur radio
- Kay Thompson : la matrone
- Johnny Downs : le maître de cérémonie
- Arthur Loft : Joe